# Buxtehuder SV
Buxtehuder SV er en tysk sportsklub, der kommer fra Buxtehude, Niedersachsen. Klubben er dog mest kendt for sit kvindehåndboldhold som spiller for tiden i Handball-Bundesliga Frauen og har spillet i EHF Champions League Klubben blev grundlagt i 1862 og har hjemmebane i Schulzentrum Nord hvor der er plads til 2.000. Klubben har også mange andre sportsgrene tilgængelig med bl.a fodbold, atletik, svømning, boksning, gymnastik og volleyball.
Holdet har siden sæsonen 1989/90, spillet i den bedste kvindelige håndboldrække i Tyskland, Handball-Bundesliga Frauen. Fire gange, i 2003, 2011, 2012 og 2015, har holdet vundet sølvmedaljer i Bundesligaen. I 2011 tabte de finalen, grundet reglen om udebanemål i finalen på Thüringer HC (res.: 29-34, 28-23). Derudover har klubben også nået finalen i Der DHB-Pokal seks gange og vundet pokalen i sæsonerne 2014/15 og 2016/17. På internationalt plan vandt klubben Euro City Cup (nu EHF European Cup) i sæsonen 1993/94, hvor de dog blev besejret af Frisch Auf Göppingen med resultaterne 40-28 og 28-26. I 2002 nåede klubben igen finalen i Challenge Cup, men tabte til rumænske Universitatea Deva.
Camilla Andersen, Christina Haurum og Annika Meyer er de danske spillere der har optrådt for klubben gennem tiden.

## Resultater
- Handball-Bundesliga Frauen:
  - SØlv: 2003, 2012, 2015
  - Bronze: 2001, 2009, 2011, 2013, 2014, 2018
- DHB-Pokal:
  - Vinder: 2015, 2017
- EHF Challenge Cup:
  - Vinder: 1994, 2010
  - Finalist: 1994

## Spillertruppen 2022-23
| Målvogtere - 12 Marie Andresen - 16 Lea Rühter Fløjspillere LW - 23 Lucia Kollmer - 28 Teresa von Prittwitz RW - 04 Johanna Heldmann - 05 Maj Nielsen PV - 10 Maxi Mühlner - 29 Cara Hartstock | Bagspillere LB - 02 Liv Süchting - 17 Charlotte Kähr - 33 Mia Lakenmacher - 77 Magda Kašpárková CB - 14 Maja Schönefeld - 25 Sinah Hagen RB - 11 Isabelle Dölle - 13 Mailee Winterberg |

## Eksterne kilder og  henvisninger
- Officiel hjemmeside